# Santasport Rovaniemi
Le Perungan Pojat Rovaniemi est un club finlandais de volley-ball, fondé en 1947 et basé à Rovaniemi, et qui évolue au plus haut niveau national (SM-Liiga).

## Palmarès
- Championnat de Finlande : 2003

## Entraîneurs
- 1999-2000 :  Austris Štāls

## Effectif de la saison en cours
Entraîneur : ?